# انفجاری کامی بی‌واک
انفجاری کامی بی‌واک، انفجاری سخت‌کامی بی‌واک، یا انسدادی سخت‌کامی بی‌واک یک صامت است که در گفتار برخی از زبان‌های جهان به کار می‌رود. نماد این همخوان در الفبای آوانگاری بین‌المللی ⟨c⟩  است.